# Dúbrava (district de Snina)
Pour les articles homonymes, voir Dúbrava.
Dúbrava (hongrois : Kistölgyes) est un village de Slovaquie situé dans la région de Prešov.

## Histoire
Première mention écrite du village en 1548.

## Démographie

### Évolution de la population
| Année:               | 1994. | 2004.   | 2014.    | 2024.   |
| -------------------- | ----- | ------- | -------- | ------- |
| Nombre de personnes: | 271   | 279     | 231      | 209     |
| Différence:          |       | +2,95 % | -17,20 % | -9,52 % |

| Année:               | 2023. | 2024.   |
| -------------------- | ----- | ------- |
| Nombre de personnes: | 202   | 209     |
| Différence:          |       | +3,46 % |